# 삼성 SPH-A503
삼성 SPH-a503 또는 더 드리프트(The Drift)는 검정색 또는 흰색으로 제공되는 슬라이더 멀티미디어 무선 모바일 기기이다. 이 기기는 어스링크(미국 기반 인터넷 서비스 제공업체)와 SK텔레콤(대한민국 기반 CDMA 이동통신사)의 합작 회사인 힐리오에서 판매한다. 더 드리프트는 기기에 위치 기반 서비스가 번들로 제공된 최초의 기기이다. 더 드리프트에는 기기의 GPS를 사용하여 지도에서 사용자를 찾고, 친구들이 맵퀘스트를 통해 서로의 현재 위치를 공유할 수 있는 버디 비콘 애플리케이션을 사용하는 구글 지도 버전이 탑재되어 있다. 더 드리프트는 2006년 11월 힐리오의 라인업에 추가되었다.